# Als Fjord
Als Fjord er et ca. 10 km langt og fra 2 til 3 km bredt farvand mellem Als og Sønderjylland. Den indtil 27 m dybe fjords grænselinjen i nord er indsejlingen til Aabenraa Fjord ved Varnæs Hoved, derfra og fra den nordvestlige del af Als, går fjorden cirka 10 kilometer mod sydøst, hvor den ved Snogbæk Hug (nord for Sottrupskov), Stolbro Næs og Arnkilsøre (begge Als), forgrener sig i Augustenborg Fjord, og Als Sund. 
I den nordlige ende af fjorden ligger på Alssiden Stegsvig, der går et par kilometer mod øst, hvor den forgrener sig i Dyvig og Mjels Vig. Lidt inde i Mjels Vig ligger Mjels Vig Havn ved den nordlige udgang af Als Fjord. Havnen er en privat naturhavn med moderne facilliteter. Ind i Stegsvig ligger Farresdam, afgrænset af en dæmning. Ved Farresdam ved den lille bebyggelse Brønd er der udsigt til "Gabet" og indsejlingen til Dyvig. I sydøst ligger Oldenor  Oldenor er i nutiden en sø, men oprindeligt var Oldenor en fjordarm, som formentlig i slutningen af 1700-tallet blev afsnøret fra havet ved en dæmning. Det afvandede areal blev i mange år brugt til landbrug, indtil man i 1980'erne opgav korndyrkningen. 
Lidt længere mod syd i fjorden er der en færgerute der er kendt helt tilbage til 1683; I nutiden sejler M/F Bitten Clausen mellem Hardeshøj på Als og Ballebro på Sundeved i Jylland. Fra Hardeshøj går Alskysten mod øst og ender i en vig, Sandvig, og syd for den, mellem Stolbro Næs og Stevring Næs, ligger det lille Stevring Nor.
- M/F Bitten Clausen på vej ud af Hardeshøj færgehavn
- Als Fjord, set fra Ballebro
- Ballebro Fyr

55°1′N 9°38′Ø / 55.017°N 9.633°Ø